# Норкин, Борис Осипович
Борис Осипович Норкин (1895—1937) — фигурант Второго Московского процесса, в 1930-е годы — начальник «Кемеровокомбинатстроя». Расстрелян по приговору Военной коллегии Верховного Суда СССР.

## Биография
Норкин по национальности еврей. Получил незаконченное высшее образование. В ноябре 1917 года вступил в ВКП(б). Работал в ВЧК, по некоторым данным, «под непосредственным руководством Ф. Э. Дзержинского».
В Кемерово Норкин приехал в 1932 году. Он возглавил «Кемеровокомбинатстрой». На этой должности он неоднократно попадал в сферу внимания органов НКВД. Начиная с 1933 года, на Норкина составлялись конъюнктурные обзоры за подписью лично начальника кемеровского отдела НКВД М. Е. Сердюкова. Согласно этим обзорам, в Кемерово начала 1930-х годов был налицо развал народного хозяйства — выделяемые средства не осваивались, промышленное строительство не велось, в городе свирепствовал голод, доводящий людей вплоть до людоедства. Также Норкину ставилось в вину то, что он не руководствуется в работе «классовым чутьём»:
…в свой аппарат набирает людей непроверенных, причем отстаивает своё мнение тем, что всех этих лиц он хорошо знает, а впоследствии оказывается, что они — то собственник, то сын попа…
Пытаясь предупредить взрыв недовольства и преодолеть голод, Норкин решил начать перерасход неприкосновенных запасов муки. Кемеровское начальство НКВД предлагало отдать Норкина под суд, но к тому времени тот уже курировал крупные стройки кемеровской энергоцентрали и кемеровского коксохимического комбината.
Социальное происхождение Норкина делало его неблагонадёжным. Начиная с весны 1935 года ему подыскивали замену. Против него выступали Роберт Эйхе, первый секретарь кемеровского горкома ВКП(б) Бузов, а также ряд чиновников народного комиссариата тяжёлой промышленности. Норкин подвергался критике на хозяйственных собраниях, после чего против него начали выступать его собственные подчинённые, вплоть до его заместителя Дробниса.
В 1936 году Норкин с трудом сумел избежать ареста по так называемому «Кемеровскому делу». Кемеровский партийный деятель Казанин говорил в состоянии алкогольного опьянения о Норкине:
…Ваш Норкин большая сволочь, он принимал большое участие в Кемеровском деле и вылез. Жид жида всегда вывезет, а виноват он больше всех…
Норкин всячески пытался избежать ареста, выступая даже против собственных подчинённых, подвергнутых арестам по обвинению в шпионаже и диверсионной деятельности. В 1936 году был арестован его заместитель Дробнис, что послужило поводом для критики Норкина в политической близорукости.
30 сентября 1936 года Борис Норкин был арестован по обвинению в «организации антисоветского центра и в руководстве вредительской, диверсионной, шпионской и террористической деятельностью». Являлся одним из фигурантов Второго Московского процесса. 30 января 1937 года Норкин был признан виновным и был приговорён к высшей мере наказания — смертной казни через расстрел. Приговор был приведён в исполнение 1 февраля 1937 года. Совместно с другими расстрелянными по этому делу, Норкин был кремирован в Донском крематории и захоронен на Донском кладбище в Москве. 18 июня 1963 года Военная коллегия Верховного Суда СССР вынесла решение о посмертной реабилитации Норкина.
Дети - К.Б. Норкин и Норкин, Сим Борисович (1928, Рогачёв) - советский математик.